# 安德鲁·米歇尔莫尔
安德鲁·米歇尔莫尔（英語：Andrew Michelmore，20世纪—），澳大利亚男子赛艇运动员。他曾代表澳大利亚参加世界赛艇锦标赛，获得一枚金牌和一枚铜牌，均来自男子轻量级四人单桨无舵手项目。